# Catedral de San Juan (Alès)
La catedral de San Juan Bautista de Alès es una antigua catedral católica de la diócesis de Nimes. Está situada en Alès, sub-préfectura del departamento de Gard, en Francia. Fue la sede del obispado de Alès, creado en1694 y fue suprimida en la Revolución (1790) para ser integrada en la diócesis de Nîmes.

## La edificación

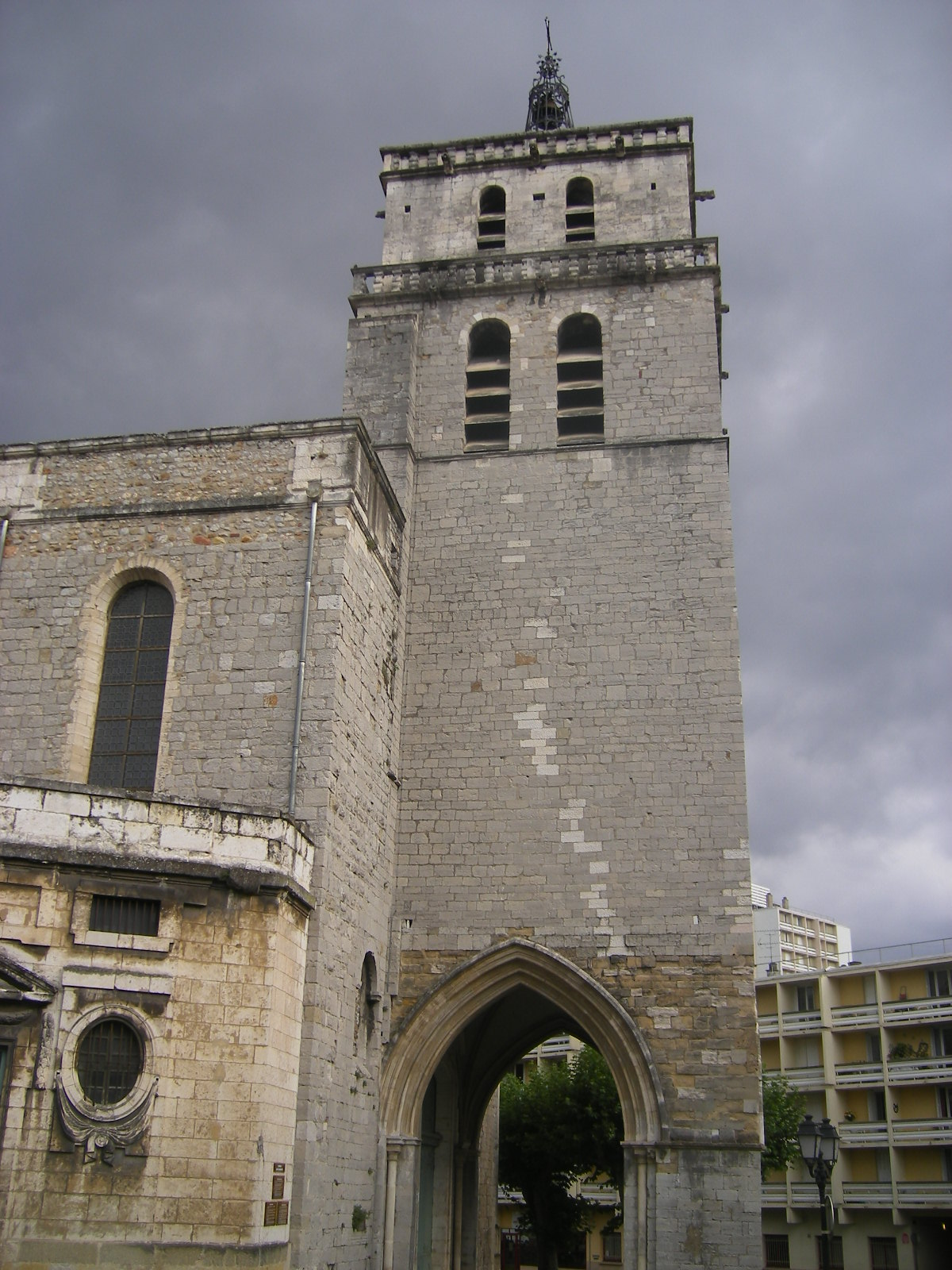
La catedral de San Juan Bautista

La catedral está construida sobre los restos de una antigua iglesia carolingia, la cual está ubicada sobre lo que anteriormente era un templo galo-romano.
El campanario, una masiva torre cuadrada, posee algunos elementos de la antigua edificación que datan de los siglos XII y XV. Está coronado por una flecha elegante en forma de campana de hierro forjado que data de 1776. La nave está cubierta con bóvedas de ojiva, cuya altura alcanza los 20 metros y el coro está rodeado por una columnata de estilo Luis XVI. Una alta cúpula remata. Un domo remata la crucería. Las pinturas y decoraciones de las paredes y las bóvedas de la capilla mayor y de la nave, por desgracia se encuentran en muy malas condiciones.